# 882-й мотострілецький полк (СРСР)
882-й мотострілецький полк (882 МСП) — формування мотострілецьких військ Радянської армії чисельністю у полк, що існувало у 1967—1992 роках. Перебував у складі 270-ї мотострілецької дивізії.
Після розпаду СРСР у 1992 році перейшов до складу Збройних сил Російської Федерації.

## Історія
У серпні 1967 року 882-й механізований полк 60-ї танкової Севського-Варшавської Червонопрапорної, ордена Суворова дивізії Московського військового округу, що дислокувалася у Горькому, було переведено до складу кадрованих частин 270-ї мотострілецької дивізії до Далекосхідного військового округу (ДВО) до постійної дислокації у селі Князе-Волконське, у 129-ту навчально-мотострілецьку дивізію ДВО, а у кінці 1970 року було передислоковано до смт Красна Річка й у складі 270-ї мотострілецької дивізії перепідпорядковано 45-му армійському корпусу. З 1 листопада 1972 року полк було включено до складу 15-ї загальновійськової армії. З жовтня 1974 року полк було введено до складу сил швидкого реагування.
11 травня 1980 року полк перейшов на штат № 5/107 «В».
Після розпаду СРСР у 1992 році полк перейшов до складу Збройних сил Російської Федерації.